# Stațiunea Biologică Marină Agigea
Stațiunea Biologică Marină Agigea – wieś w Rumunii, w okręgu Konstanca, w gminie Agigea. W 2011 roku liczyła 84 mieszkańców.